# Melanthia alaudaria
Melanthia alaudaria, zuweilen auch als Alpenreben-Blattspanner bezeichnet, ist ein Schmetterling (Nachtfalter) aus der Familie der Spanner (Geometridae).

## Merkmale

### Falter
Die Flügelspannweite der Falter beträgt 18 bis 24 Millimeter. Die Grundfarbe der Vorderflügel ist cremig weiß bis leuchtend weiß. Gebietsweise treten auch dunkler gefärbte Exemplare auf. Das Wurzelfeld ist markant schwarzbraun gefärbt. Gleichfarbig hebt sich ein großer Fleck am Vorderrand nahe der Mitte hervor. Vom Apex verläuft ein breites dunkles Saumband entlang des Vorderflügelaußenrandes, das sich auf den Hinterflügeln fortsetzt. Darin ist eine dünne weiße Wellenlinie erkennbar. Arttypisch sind einzelne oder w-förmige weiße Spitzen, die in die dunklen Saumfelder ragen. Vorder- und Hinterflügel zeigen jeweils einen schwarzen Diskalfleck.

### Raupe
Erwachsene Raupen sind grünlich gefärbt. Auf dem Rücken und an den Seiten haben sie mehrere gelbliche Linien und Streifen. Auch die Segmenteinschnitte sind gelblich gefärbt.

### Puppe
Die Puppe ist hellbraun und mit grünlich schimmernden Flügelscheiden versehen. Der Kremaster ist grün oder rostbraun gefärbt, ist groß und breit sowie dreieckig abgeplattet und mit zwei dicht aneinander stehenden Borsten versehen. Diese sind an der Spitze gebogen. Daneben befinden sich an jeder Seite weitere je vier noch feinere Borsten, die an der Spitze eingerollt sind.

### Ähnliche Arten
Ähnliche schwarze und weiße Zeichnungselemente insbesondere auf den Vorderflügeln zeigen auch die Falter des Sturmvogels (Melanthia procellata), des Brombeer-Blattspanners (Mesoleuca albicillata), des Milchweißen Bindenspanners (Plemyria rubiginata), des Pfaffenhütchen-Harlekins (Ligdia adustata) und des Braunbinden-Blattspanners (Catarhoe cuculata). Alle vorgenannten Arten sind jedoch größer und ihnen fehlt der weiße Einschnitt in die dunklen Saumbereiche der Vorderflügel. Außerdem ist der dunkle Saum auf den Hinterflügeln oftmals schwächer ausgebildet.

## Geographische Verbreitung und Vorkommen
Melanthia alaudaria ist in Mitteleuropa lokal verbreitet. In den Ostalpen ist sie gebietsweise zahlreich zu finden und kommt dort noch in einer Höhe von 1800 Metern vor. Die Art bewohnt bevorzugt alpine Waldregionen.

## Lebensweise
Die Falter fliegen von Ende Mai bis Anfang Juli. Tagsüber sind sie zuweilen im Halbschatten von Gebüschen zu beobachten. Sie sitzen meist mit eben-gespreizter Flügelhaltung, bei der die Zeichnung der Vorderflügel mit der Zeichnung der Hinterflügel ein unterbrechungsfreies, lückenloses Gesamtbild ergibt. In der Abenddämmerung erscheinen sie mitunter zum Paarungsflug über feuchten Grasplätzen. Nachts besuchen sie zuweilen auch künstliche Lichtquellen. Die Raupen leben im Juli und August und ernähren sich von den Blättern von Waldrebenarten (Clematis). Sie verpuppen sich in einem leichten Gespinst an der Erde. Die Art überwintert als Puppe.

## Gefährdung
Melanthia alaudaria kommt in Deutschland nur in Bayern vor und wird auf der Roten Liste gefährdeter Arten als nicht gefährdet geführt.